# 金陵体育
金陵体育（英語：Jinling Sports, 深交所：300651）全称是江苏金陵体育器材股份有限公司，是一家中国体育用品公司。

## 历史
1985年成立于江苏张家港，2004年3月25日实行股份制改革。主要生产篮球、排球、手球等体育用品。2017年5月9日在深圳证券交易所挂牌上市。现任董事长是李春荣。